# Comuna Popovo, Bereg
Popovo (în ucraineană Попово) este o comună în raionul Bereg, regiunea Transcarpatia, Ucraina, formată din satele Heten, Male Popovo și Popovo (reședința).

## Demografie
Componența lingvistică a comunei Popovo
     Maghiară (98,11%)
     Ucraineană (1,37%)
     Alte limbi (0,47%)
Conform recensământului din 2001, majoritatea populației comunei Popovo era vorbitoare de maghiară (98,11%), existând în minoritate și vorbitori de ucraineană (1,37%).